# Loazzolo
Loazzolo, (Loasseu en piemontès) és un municipi situat al territori de la província d'Asti, a la regió del Piemont (Itàlia).
Limita amb els municipis de Bubbio, Canelli, Cessole, Cossano Belbo, Monastero Bormida, Roccaverano i Santo Stefano Belbo.
Pertany al municipi la frazione de Quartino.